# Homapoderus ituriensis
Homapoderus ituriensis is een keversoort uit de familie bladrolkevers (Attelabidae). De wetenschappelijke naam van de soort werd in 1944 gepubliceerd door Eduard Voss.